# Métrolinie 2 (Paris)
| Karte |                      |                                        |                                        |
| Streckenlänge: | 12,4 km              |                                        |                                        |
| Spurweite: | 1435 mm (Normalspur) |                                        |                                        |
| |                      |                                        |                                        |
| Eröffnung: | 13. Dezember 1900    |                                        |                                        |
| Fahrgäste (täglich): | 253.000              |                                        |                                        |
| Stationen: | 25                   |                                        |                                        |
| \| \| \| Wendeschleife \| \| \| \| \| Porte Dauphine \| \| \| \| \| Victor Hugo (bis 1931) \| \| \| \| \| Victor Hugo (ab 1931) \| \| \| \| \| ehem. Verbindungsgleis zur Linie 1 \| \| \| \| \| Charles de Gaulle – Étoile \| \| \| \| \| Ternes \| \| \| \| \| Courcelles \| \| \| \| \| Monceau \| \| \| \| \| Villiers \| \| \| \| \| Paris–Le Havre \| \| \| \| \| Rome \| \| \| \| \| Linie 14 \| \| \| \| \| Place de Clichy \| \| \| \| \| Blanche \| \| \| \| \| Pigalle \| \| \| \| \| Verbindungsgleis zu den Linien 4 und 5 \| \| \| \| \| Anvers \| \| \| \| \| \| \| \| \| \| Barbès – Rochechouart \| \| \| \| \| Paris–Lille / RER B / RER D \| \| \| \| \| La Chapelle Gare du Nord / Magenta \| \| \| \| \| Paris–Strasbourg / RER E \| \| \| \| \| Stalingrad \| \| \| \| \| Jaurès \| \| \| \| \| \| \| \| \| \| Colonel Fabien \| \| \| \| \| Belleville \| \| \| \| \| Couronnes \| \| \| \| \| Ménilmontant \| \| \| \| \| Père Lachaise \| \| \| \| \| Verbindungsgleis zur Linie 3 \| \| \| \| \| Philippe Auguste \| \| \| \| \| Alexandre Dumas \| \| \| \| \| Avron \| \| \| \| \| ehem. Verbindungsgleis zur Linie 1 \| \| \| \| \| Verbindungsgleis zur Linie 9 \| \| \| \| \| Nation \| \| \| \| \| \| \| \| \| \| Abstellgleise \| \| \| \| \| ehem. Verbindungsgleis zur Linie 1 \| \| \| \| \| ehem. Verbindungsgleis zur Linie 1 \| \| \| \| \| Betriebshof Charonne \| \| |                      |                                        |                                        |
| U-Bahn-Betriebsstelle Streckenanfang (im Tunnel) |                      | Wendeschleife                          | Wendeschleife                          |
| U-Bahn-Bahnhof (im Tunnel) |                      | Porte Dauphine                         | Porte Dauphine                         |
| ehemaliger U-Bahn-Haltepunkt / Haltestelle (im Tunnel) |                      | Victor Hugo (bis 1931)                 | Victor Hugo (bis 1931)                 |
| U-Bahn-Haltepunkt / Haltestelle (im Tunnel) |                      | Victor Hugo (ab 1931)                  | Victor Hugo (ab 1931)                  |
| U-Bahn-Abzweig geradeaus und ehemals nach links (im Tunnel) |                      | ehem. Verbindungsgleis zur Linie 1     | ehem. Verbindungsgleis zur Linie 1     |
| U-Bahn-Bahnhof (im Tunnel) |                      | Charles de Gaulle – Étoile             | Charles de Gaulle – Étoile             |
| U-Bahn-Haltepunkt / Haltestelle (im Tunnel) |                      | Ternes                                 | Ternes                                 |
| U-Bahn-Haltepunkt / Haltestelle (im Tunnel) |                      | Courcelles                             | Courcelles                             |
| U-Bahn-Haltepunkt / Haltestelle (im Tunnel) |                      | Monceau                                | Monceau                                |
| U-Bahn-Bahnhof (im Tunnel) |                      | Villiers                               | Villiers                               |
| U-Bahn-Kreuzung (im Tunnel) |                      | Paris–Le Havre                         | Paris–Le Havre                         |
| U-Bahn-Haltepunkt / Haltestelle (im Tunnel) |                      | Rome                                   | Rome                                   |
| U-Bahn-Kreuzung mit Tunnelstrecke (Querstrecke außer Betrieb) (im Tunnel) |                      | Linie 14                               | Linie 14                               |
| U-Bahn-Bahnhof (im Tunnel) |                      | Place de Clichy                        | Place de Clichy                        |
| U-Bahn-Haltepunkt / Haltestelle (im Tunnel) |                      | Blanche                                | Blanche                                |
| U-Bahn-Bahnhof (im Tunnel) |                      | Pigalle                                | Pigalle                                |
| U-Bahn-Abzweig geradeaus und nach rechts (im Tunnel) |                      | Verbindungsgleis zu den Linien 4 und 5 | Verbindungsgleis zu den Linien 4 und 5 |
| U-Bahn-Haltepunkt / Haltestelle (im Tunnel) |                      | Anvers                                 | Anvers                                 |
| U-Bahn-Tunnelende |                      |                                        |                                        |
| U-Bahn-Bahnhof |                      | Barbès – Rochechouart                  | Barbès – Rochechouart                  |
| U-Bahn-Kreuzung mit Eisenbahn |                      | Paris–Lille / RER B / RER D            | Paris–Lille / RER B / RER D            |
| U-Bahn-Bahnhof |                      | La Chapelle Gare du Nord / Magenta     | La Chapelle Gare du Nord / Magenta     |
| U-Bahn-Kreuzung mit Eisenbahn |                      | Paris–Strasbourg / RER E               | Paris–Strasbourg / RER E               |
| U-Bahn-Bahnhof |                      | Stalingrad                             | Stalingrad                             |
| U-Bahn-Bahnhof |                      | Jaurès                                 | Jaurès                                 |
| U-Bahn-Tunnelanfang |                      |                                        |                                        |
| U-Bahn-Haltepunkt / Haltestelle (im Tunnel) |                      | Colonel Fabien                         | Colonel Fabien                         |
| U-Bahn-Bahnhof (im Tunnel) |                      | Belleville                             | Belleville                             |
| U-Bahn-Haltepunkt / Haltestelle (im Tunnel) |                      | Couronnes                              | Couronnes                              |
| U-Bahn-Haltepunkt / Haltestelle (im Tunnel) |                      | Ménilmontant                           | Ménilmontant                           |
| U-Bahn-Bahnhof (im Tunnel) |                      | Père Lachaise                          | Père Lachaise                          |
| U-Bahn-Abzweig geradeaus und von rechts (im Tunnel) |                      | Verbindungsgleis zur Linie 3           | Verbindungsgleis zur Linie 3           |
| U-Bahn-Haltepunkt / Haltestelle (im Tunnel) |                      | Philippe Auguste                       | Philippe Auguste                       |
| U-Bahn-Haltepunkt / Haltestelle (im Tunnel) |                      | Alexandre Dumas                        | Alexandre Dumas                        |
| U-Bahn-Haltepunkt / Haltestelle (im Tunnel) |                      | Avron                                  | Avron                                  |
| U-Bahn-Abzweig geradeaus und ehemals von rechts (im Tunnel) · U-Bahn-Strecke (im Tunnel) |                      | ehem. Verbindungsgleis zur Linie 1     | ehem. Verbindungsgleis zur Linie 1     |
| U-Bahn-Abzweig geradeaus und von links (im Tunnel) · U-Bahn-Abzweig geradeaus und nach rechts (im Tunnel) |                      | Verbindungsgleis zur Linie 9           | Verbindungsgleis zur Linie 9           |
| U-Bahn-Bahnhof (im Tunnel) · U-Bahn-Strecke geradeaus (im Tunnel) |                      | Nation                                 | Nation                                 |
| U-Bahn-Strecke nach links (im Tunnel) · U-Bahn-Abzweig geradeaus, nach rechts und von rechts (im Tunnel) |                      |                                        |                                        |
| U-Bahn-Blockstelle (im Tunnel) |                      | Abstellgleise                          | Abstellgleise                          |
| U-Bahn-Abzweig geradeaus und ehemals nach rechts (im Tunnel) |                      | ehem. Verbindungsgleis zur Linie 1     | ehem. Verbindungsgleis zur Linie 1     |
| U-Bahn-Abzweig geradeaus und ehemals von rechts (im Tunnel) |                      | ehem. Verbindungsgleis zur Linie 1     | ehem. Verbindungsgleis zur Linie 1     |
| |                      | Betriebshof Charonne                   |                                        |

Die Linie 2 der Pariser Métro verbindet die Stationen Porte Dauphine im Pariser Westen und Nation im Osten der Stadt. Sie nutzt weitgehend den nördlichen Teil einer ringförmigen Strecke, deren südlicher Teil von der Linie 6 befahren wird.

## Geschichte

### Wechselnde Bezeichnungen

Zusammen mit der Linie 6 bildet die Linie 2 einen Ring

Gemäß den ersten Entwürfen für das Pariser U-Bahn-Netz sollten die einzelnen Linien mit Buchstaben bezeichnet werden, die Linie 2 hätte dabei die Bezeichnung B erhalten. Die Linie, die eine Ringlinie (mit dem Anhängsel Étoile – Porte Dauphine) werden sollte, bekam schließlich als zweite Linie im Netz die Nummer 2. Nachdem bereits bei den Vorplanungen zum Bau dieser Ring in einen südlichen und einen nördlichen Bogen geteilt worden war, erhielten die beiden Teile die Bezeichnungen 2 Sud bzw. 2 Nord.
Am 14. Oktober 1907 erhielt der Nordabschnitt seine endgültige Bezeichnung: die Linie 2 Nord wurde in Linie 2 umbenannt. Die Linie 2 Sud wurde drei Tage später mit der Linie 5 vereinigt, die so zwischen Étoile und Lancry (seit 1946: Jacques Bonsergent) zur längsten Linie des Métronetzes wurde. Seit 1942 verkehrt auf der Strecke der ehemaligen Linie 2 Sud die Linie 6.

### Der Bau der Strecke

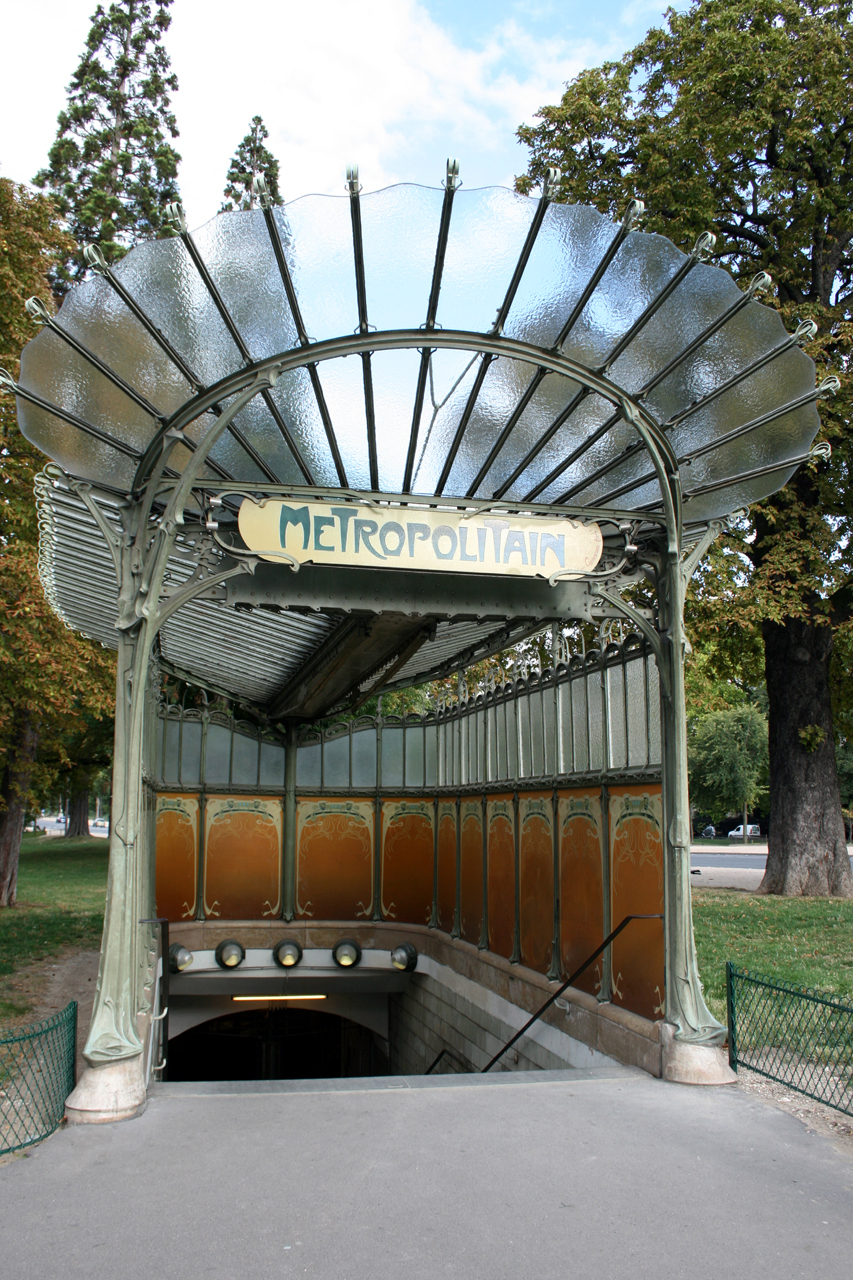
An der Endstation Porte Dauphine blieb einer der von Hector Guimard entworfenen Eingänge erhalten

Die ursprünglichen Planungen sahen vor, die Linie 1 zur Porte Dauphine zu führen, letztlich wurde für sie aber die Station Porte Maillot als Endpunkt gewählt. Der 1,6 Kilometer lange Abschnitt Étoile – Porte Dauphine wurde zeitgleich mit der Linie 1 gebaut und am 13. Dezember 1900 eröffnet. Die Endstation Porte Dauphine erhielt getrennte Ankunfts- und Abfahrtsbahnhöfe mit je zwei Gleisen an Mittelbahnsteigen, die über eine Endschleife mit nur 30 Meter Radius verbunden sind. Sie ist weitgehend im ursprünglichen Zustand erhalten.
Die Strecke wurde anfangs mit Shuttlezügen befahren, die aus drei zweiachsigen Fahrzeugen, einem Triebwagen und zwei Beiwagen, bestanden. Während diese Züge in der Endschleife Porte Dauphine wenden konnten, musste der Triebwagen im provisorischen Endbahnhof Étoile die Beiwagen in einer Kuppelendstelle umfahren.

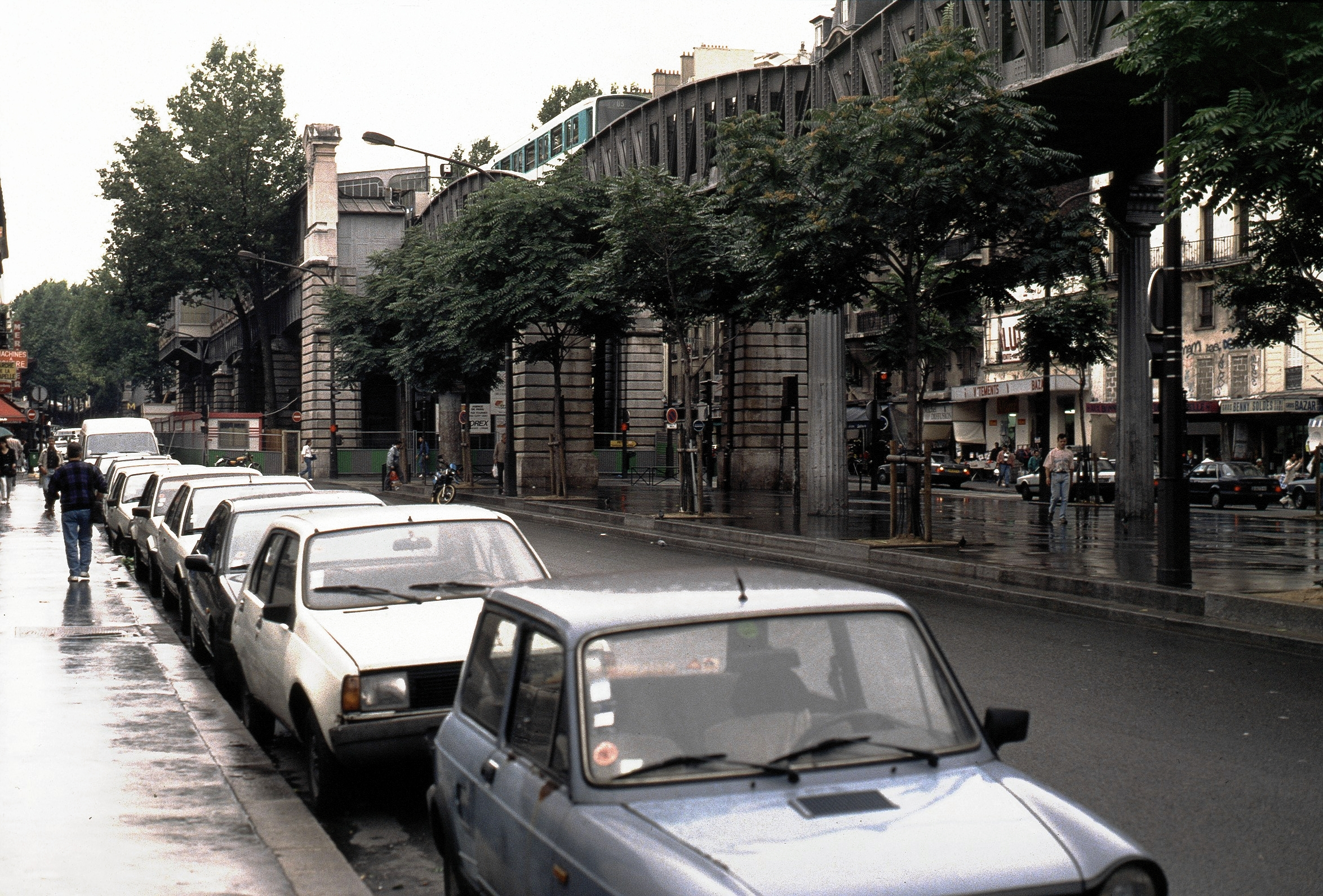
Hochbahnviadukt mit der Station Barbès – Rochechouart, 1994

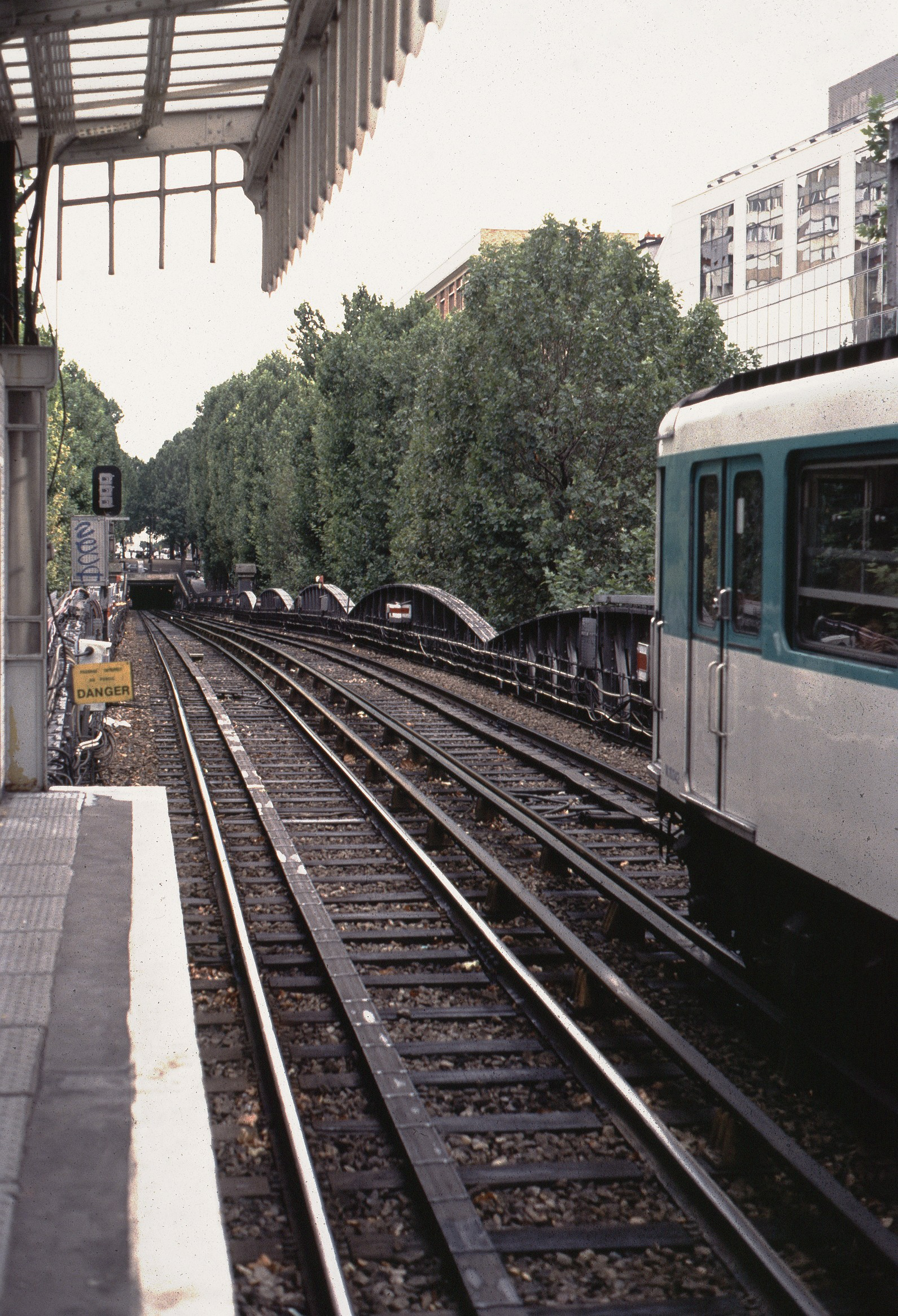
Rampe und Tunnelmund südlich der Station Jaurès

Am 7. Oktober 1902 ging die erste Verlängerung von Étoile zur Station Anvers in Betrieb, gefolgt von der nächsten bis Bagnolet (seit 1970: Alexandre Dumas) am 31. Januar 1903. Auf diesem Teilstück befindet sich eine 2,2 Kilometer lange Viaduktstrecke mit vier Stationen. Gebaut wurde diese Hochbahn, um eine Unterquerung der in Einschnitten befindlichen Eisenbahngleise zu zwei Bahnhöfen, dem Gare du Nord und dem Gare de l’Est,  sowie des Canal Saint-Martin zu vermeiden. Da die vorläufigen Endstationen keine Wendeschleifen aufwiesen, erhielten die Züge an beiden Enden je einen Triebwagen (Sandwich). Infolge dieser Traktionsweise ereignete sich am 10. August 1903 der Metrounfall im Bahnhof Couronnes im der Viaduktstrecke östlich anschließenden Tunnelabschnitt.
Überwacht wurde der Bau von Fulgence Bienvenüe, dem Chef-Ingenieur des Betreibers Compagnie du chemin de fer métropolitain de Paris (CMP). Wie beim Bau der Linie 1 wurden die Tunnel ellipsenförmig mit einer Höhe von 5,20 Meter ausgeführt. Die Stationen wurden wiederum entweder als Gewölbe ausgeführt oder mit Metallplatten abgedeckelt. Ein wichtiger Unterschied zum Bau der Linie 1 bestand darin, dass die Tunnel der Linie 2 nicht mehr im Schildvortrieb gebaut wurden, da dieser nicht voll befriedigt hatte. Man ging dazu über, die Tunnel in traditioneller Weise mit Holzabstützungen zu bauen (Unterpflasterbahn mit gewölbter Decke).

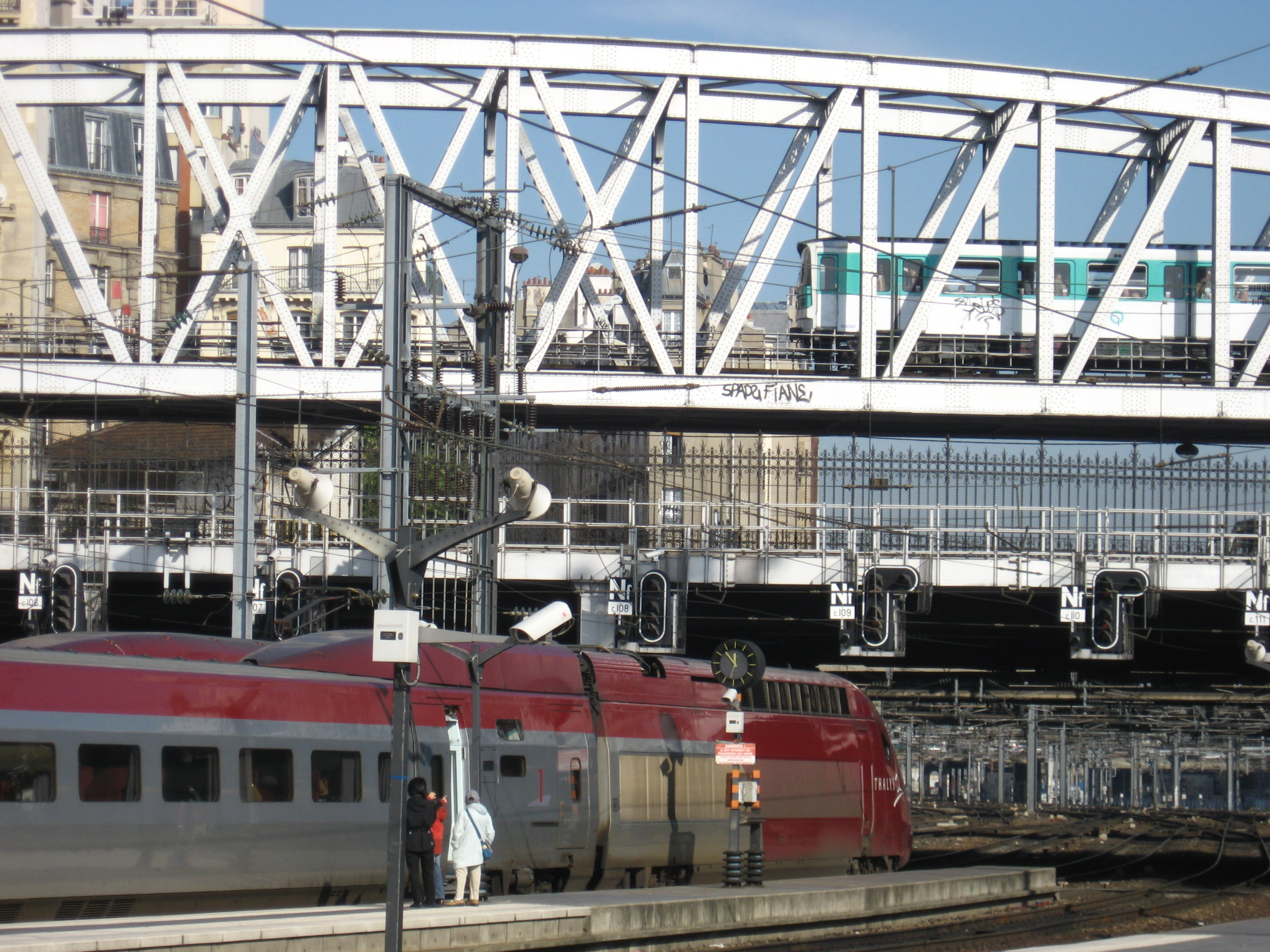
Brücke über die Gleise des Fernbahnhofs Gare du Nord

Der Bau des Viadukts erhitzte in Paris die Gemüter. Einige waren der Meinung, ein Viadukt würde das Stadtbild verschandeln. Andere führten gegen das Viadukt das Argument ins Feld, es sei doppelt so teuer wie eine Tunnelstrecke. Letztlich setzten sich die Befürworter durch, und die Viaduktstrecke war bei den Fahrgästen durchaus beliebt. Die Idee des Viadukts stammte von Louis Biette, einem Ingenieur und Mitarbeiter Bienvenües.
Der Gare du Nord wird auf zwei Viadukten mit einer Spannweite von je 75,25 Meter überquert. Seit der Verlängerung der Bahnsteige für die Eurostar-Züge enden diese direkt unter dem Boulevard de la Chapelle, über dessen Mitte die Hochbahn verläuft. Auf einem weiteren 75,25 Meter langen Viadukt werden die Gleise im Vorfeld des Gare de l’Est überquert. Die Kurven des Viadukts haben teilweise nur einen Radius von 75 Meter, die Rampe zwischen den Stationen Jaurès und Colonel Fabien weist eine Steigung von 40 ‰ auf.
Am 2. April 1903 ging das letzte Teilstück von Bagnolet nach Nation in Betrieb. Zwischenzeitlich wurden auch die Stationen, die 1902 nicht rechtzeitig fertiggestellt worden waren, in Betrieb genommen.
Die Gleisanlagen unter der Place de la Nation sind in Form eines großen Kreises angelegt. Es existieren Gleisverbindungen zu den Linien 1 und 9 sowie zum 1900 eröffneten Betriebshof Atelier de Charonne. Der Mittelbahnsteig für Ankunft und Abfahrt (Gleise 1 und 3) der Endstation der Linie 2 liegt innerhalb der zweigleisigen Wendeschleife, die mit Fahrgästen durchfahren wird. Der südliche Seitenbahnsteig, der über Durchgänge unmittelbar mit dem nördlichen Bahnsteig an der Linie 1 verbunden war, wird nicht mehr genutzt, das einst an ihm liegende Betriebsgleis existiert nicht mehr. Die außerhalb der Station liegenden Gleise 4, C und D dienen zum Abstellen von Zügen.

### Veränderungen an der Strecke in der Zwischenkriegszeit

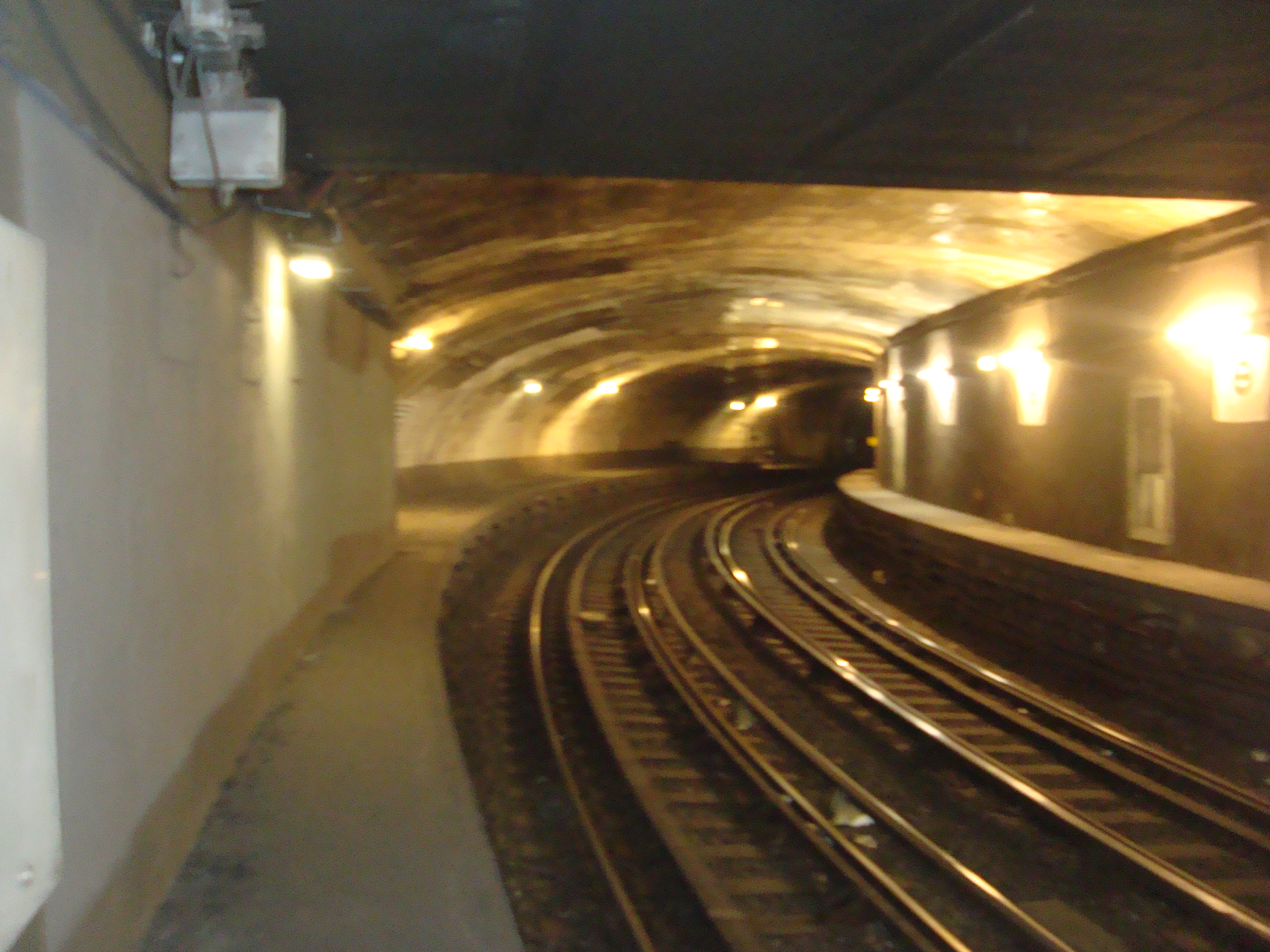
Blick auf die Bahnsteige der aufgelassenen Station Victor Hugo

1931 wurde die Station Victor Hugo zur Verbesserung der Einsteigeverhältnisse verlegt. Der ursprüngliche Bahnhof lag in einer engen Kurve, daraus resultierten Abstände von bis zu 50 cm zwischen Bahnsteig und Wagen. Um der Sicherheit der Fahrgäste willen entstand eine neue Station im geraden Abschnitt unmittelbar östlich hinter der Kurve. Die alten Bahnsteige existieren nach wie vor, sie werden ohne Halt durchfahren.

### Unterbrechung der Linie im Zweiten Weltkrieg
Als Frankreich am 3. September 1939 Deutschland den Krieg erklärte, wurde neben anderen Linien auch die Linie 2 vollkommen geschlossen. Grund war die Einberufung vieler Mitarbeiter der Métro zum Militär, in diesem Fall aber auch die Furcht vor der Bombardierung des Hochbahnviadukts. Erst am 6. Juli 1940 wurde die Linie wieder eröffnet.

### Stationen, deren Namen sich änderten
- Boulevard Barbès wurde zu Barbès – Rochechouart am 15. Oktober 1907
- Rue d’Allemagne wurde zu Jaurès im August 1914
- Aubervilliers wurde zu  Aubervilliers – Boulevard de la Villette am 6. Oktober 1942 und anschließend zu Stalingrad am 10. Februar 1946
- Combat wurde zu Colonel Fabien am 19. August 1945
- Bagnolet wurde zu Alexandre Dumas am 13. September 1970
- Étoile wurde zu Charles de Gaulle – Étoile im Februar 1970

## Technische Neuerungen
Eine zentrale Streckenleitstelle PCC für die Linie 2 wurde im Mai 1973 eingerichtet.

## Die Fahrzeuge der Linie 2 und ihre Wartung

### Fahrzeuge und ihr Einsatz

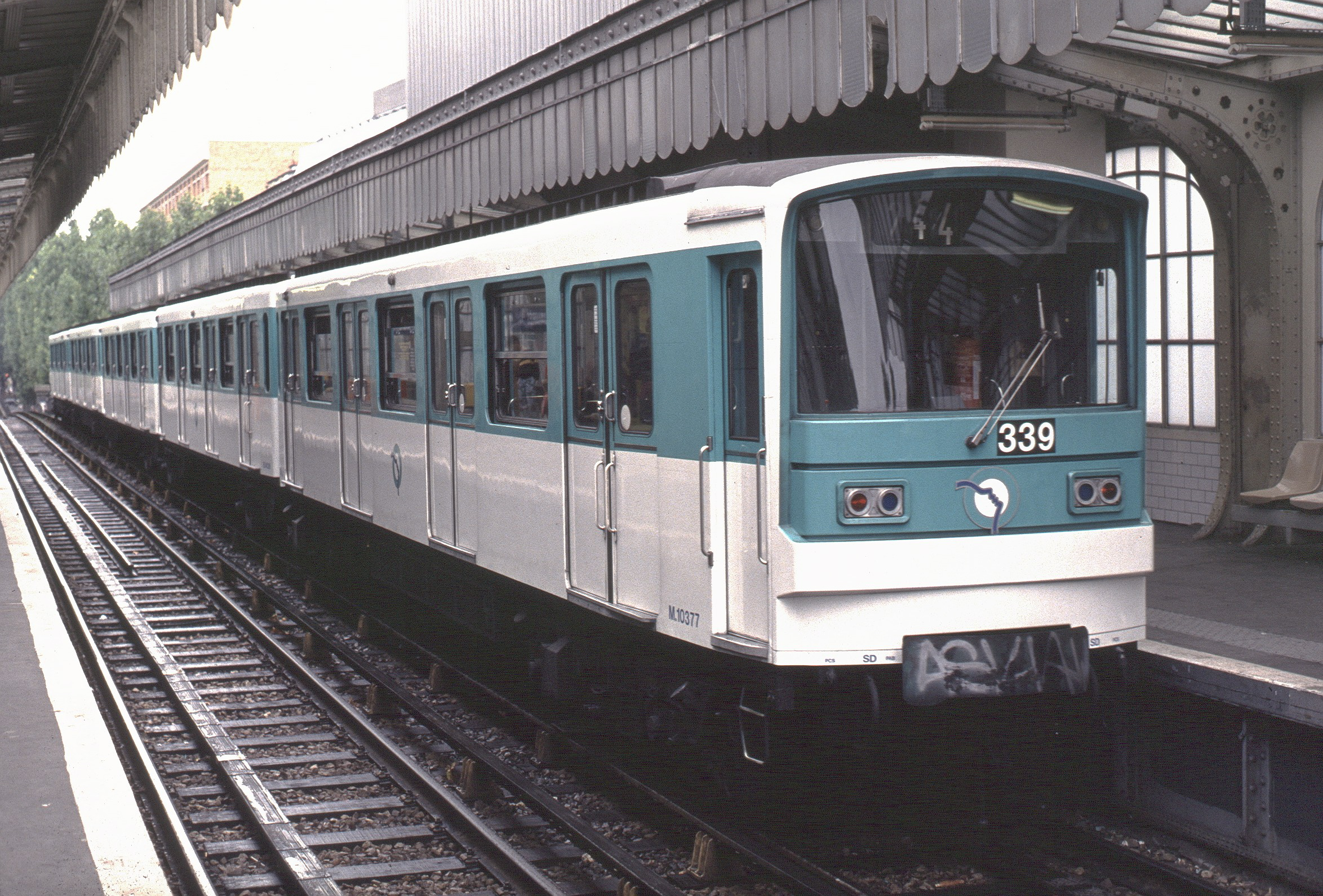
Zug der Baureihe MF 67 in der Station Jaurès

Außergewöhnlich waren die Züge zu Beginn Verkehrs auf der ersten Teilstrecke Porte Dauphin – Étoile. Wegen des zunächst geringen Verkehrsaufkommens waren nur dreiteilige Züge unterwegs. Sie bestanden aus einem Triebwagen mit beidseitigen Führerständen und zwei unmotorisierten Beiwagen. An der Kuppelendstelle Étoile wurde der Triebwagen an das andere Zugende umgesetzt.
Bei fortschreitender Streckenverlängerung verwendete man sukzessive bis zu achtteilige Züge mit je einem Triebwagen mit Führerstand an jedem Ende des Zugs. Damit konnte das Umsetzen der Triebwagens an den provisorischen Endstationen Anvers und Bagnolet entfallen, ehe ab April 1903 die Endschleife Nation genutzt werden konnte. Aufgrund der Nutzung der beiden Endschleifen verkehren die Züge der Linie 2 seitdem praktisch immer in derselben Richtung.

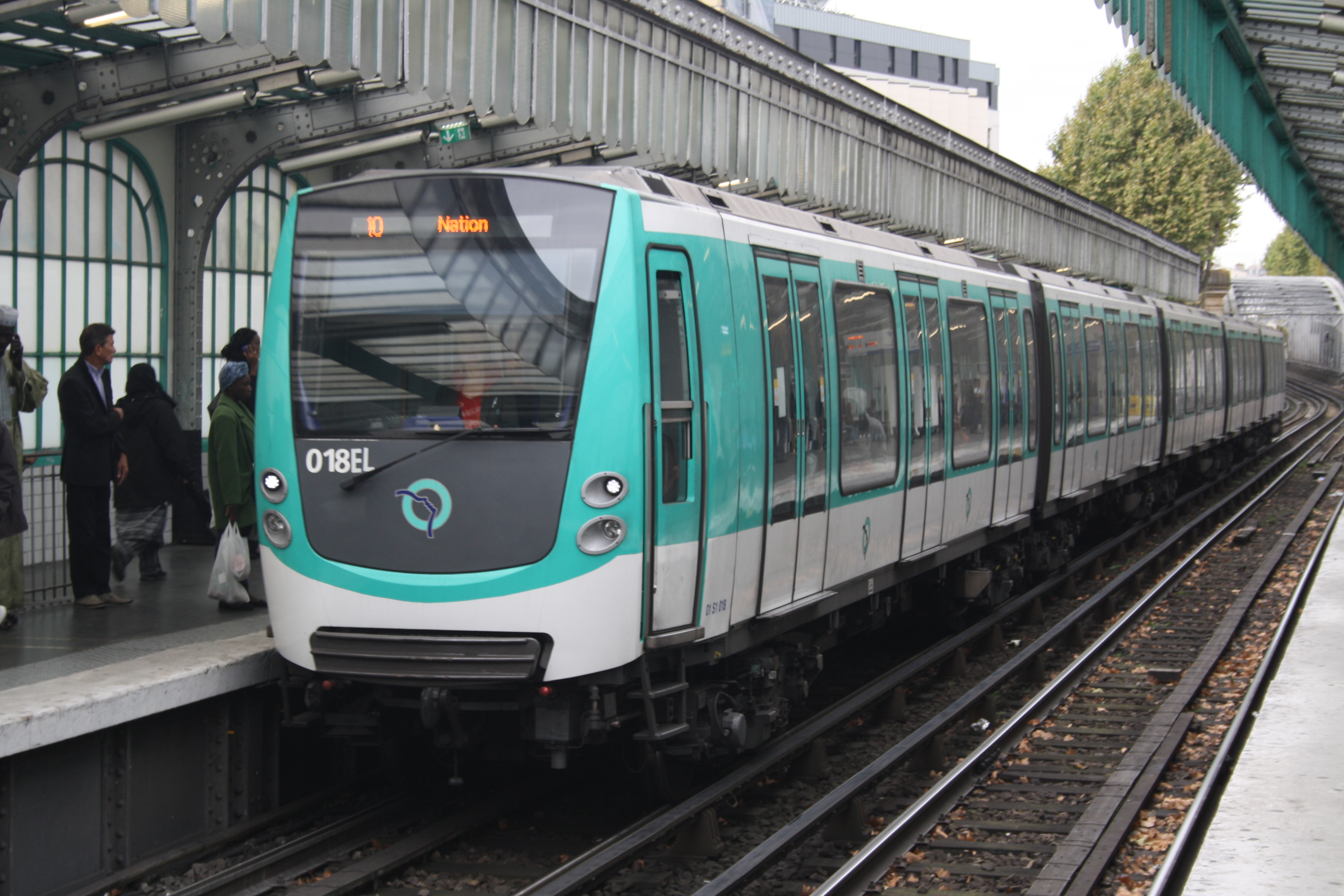
Zug der Baureihe MF 01 in der Station Stalingrad

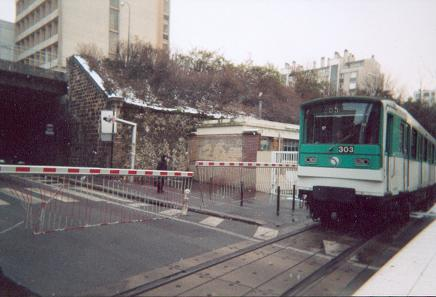
MF 67 am beschrankten Bahnübergang vor dem Betriebshof Ateliers de Charonne

Als Folge des Unfalls in der Station Couronnes kuppelte die CMP zunächst die zwei Triebwagen jeweils am Zuganfang aneinander, um die Führung des 600-Volt-Kabels für den Traktionsstrom entlang des ganzen Zugs zu vermeiden. Ab 1904 kamen Fahrzeuge der Bauart Thomson double zum Einsatz. Die Triebwagen erhielten statt Einzelachsen Drehgestelle mit je zwei Motoren. Ihre Wagenkästen waren weiterhin aus Holz aufgebaut, aus Sicherheitsgründen war die Fahrerkabine aber aus Blech. 1906 gab es auf der Linie die ersten Triebwagen der Bauart Sprague multiple mit Mehrfachsteuerung und metallenen Wagenkästen. Zwischen 1914 und 1979 kamen ausschließlich Fahrzeuge der Baureihe Sprague-Thomson, deren Beiwagen länger als die bisherigen waren, als Fünf-Wagen-Züge zum Einsatz. Die letzten dieser Züge verkehrten auf der Linie 2 bis 1981.
Die ersten Fahrzeuge des Typs MF 67 wurden ab 1979 eingesetzt, zwei Jahre lang verkehrten sie gemeinsam mit ihren Vorgängern auf der Linie. Sie kamen von anderen Linien, wo sie durch die Baureihe MF 77 ersetzt worden waren. Die ersten Wagen dieser Baureihe wurden 2006 abgezogen.
2006 wurde ein Fahrzeug der Vorserie der Baureihe MF 01 eingesetzt, ab dem Jahr 2008 kamen die ersten Serienzüge auf die Linie 2. Mittlerweile haben sie dort die Vorgängerbaureihe vollständig verdrängt.

### Betriebshöfe
Von der Schleife unter der Place da la Nation zweigt von der Hauptstrecke ein Tunnel ab, in dem zwei Gleise zum Betriebshof Atelier de Charonne führen. Von dieser Zweigstrecke führt ein Betriebsgleis in östlicher Richtung zur Linie 1. Der Betriebshof wird über eine oberirdische, niveaugleiche Kreuzung mit der Rue Lagny erreicht. Dieser schrankengesicherte Bahnübergang ist bei der Metro einmalig. Bis zur Eröffnung des Depots in Fontenay wurde er auch für die Linie 1 verwendet. 1981–1983 wurde er rekonstruiert und belegt nun eine Fläche von 10.900 Quadratmeter.

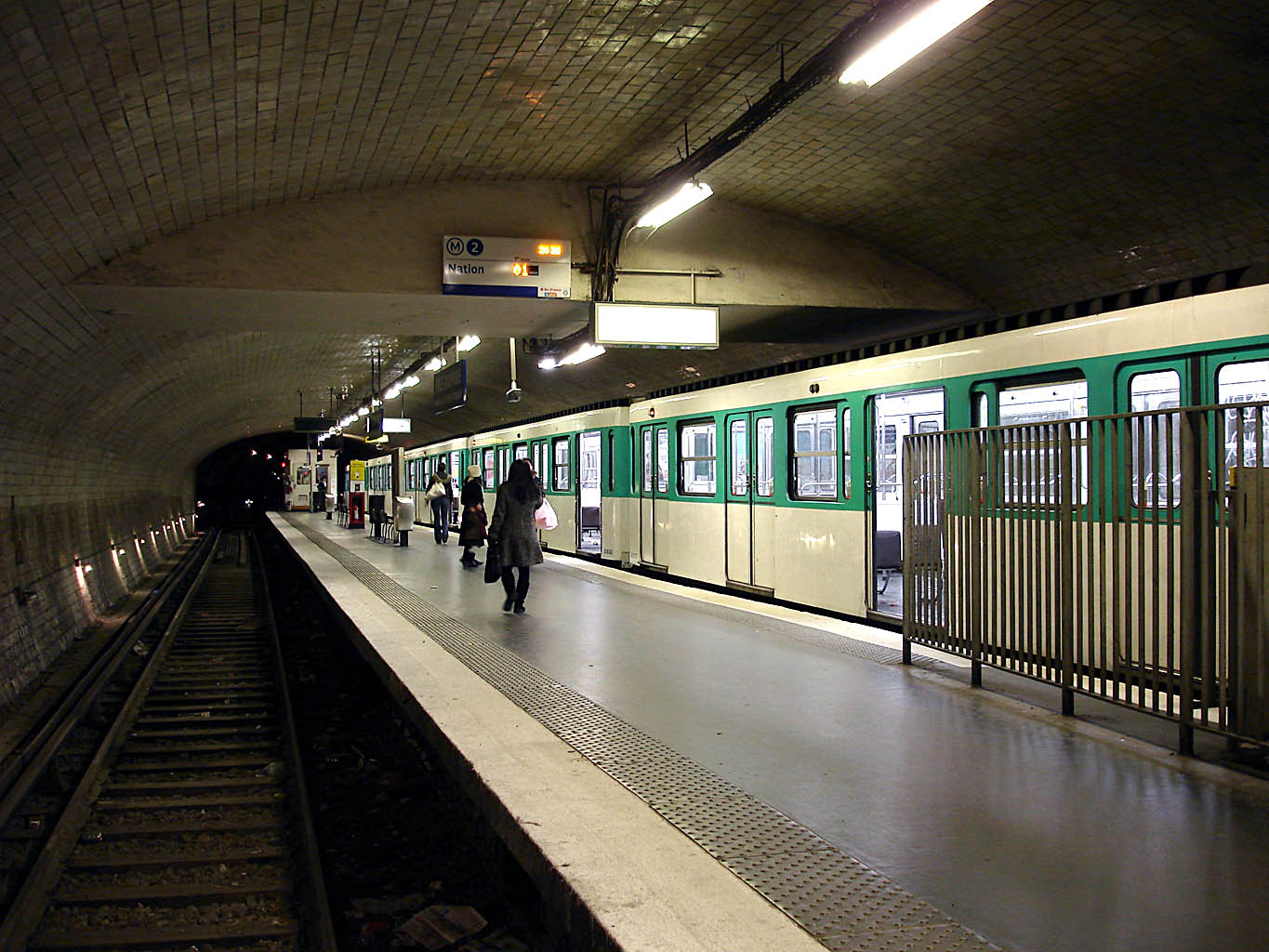
Abfahrtsbahnhof der Endstation Porte Dauphine
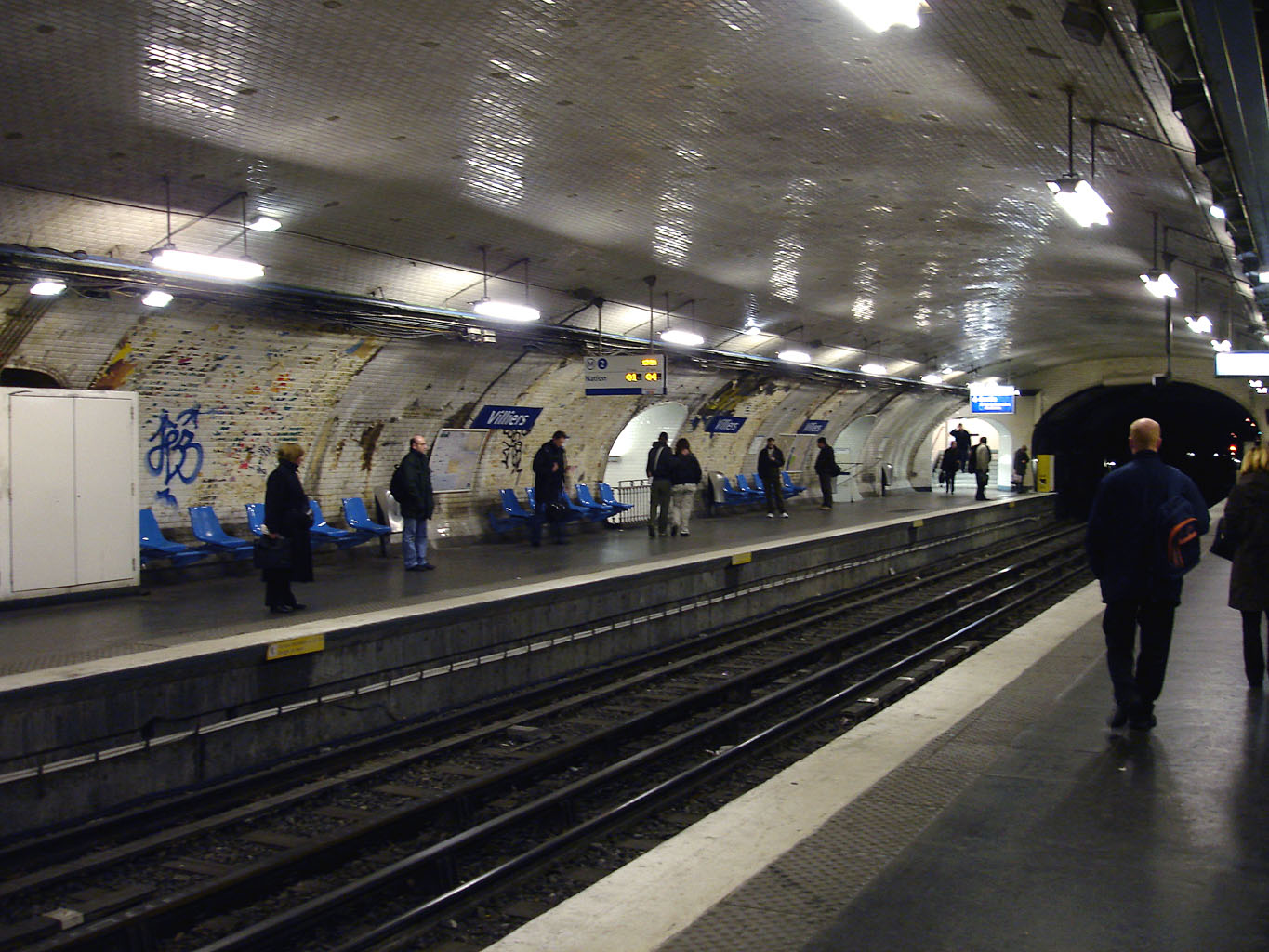
Station Villiers
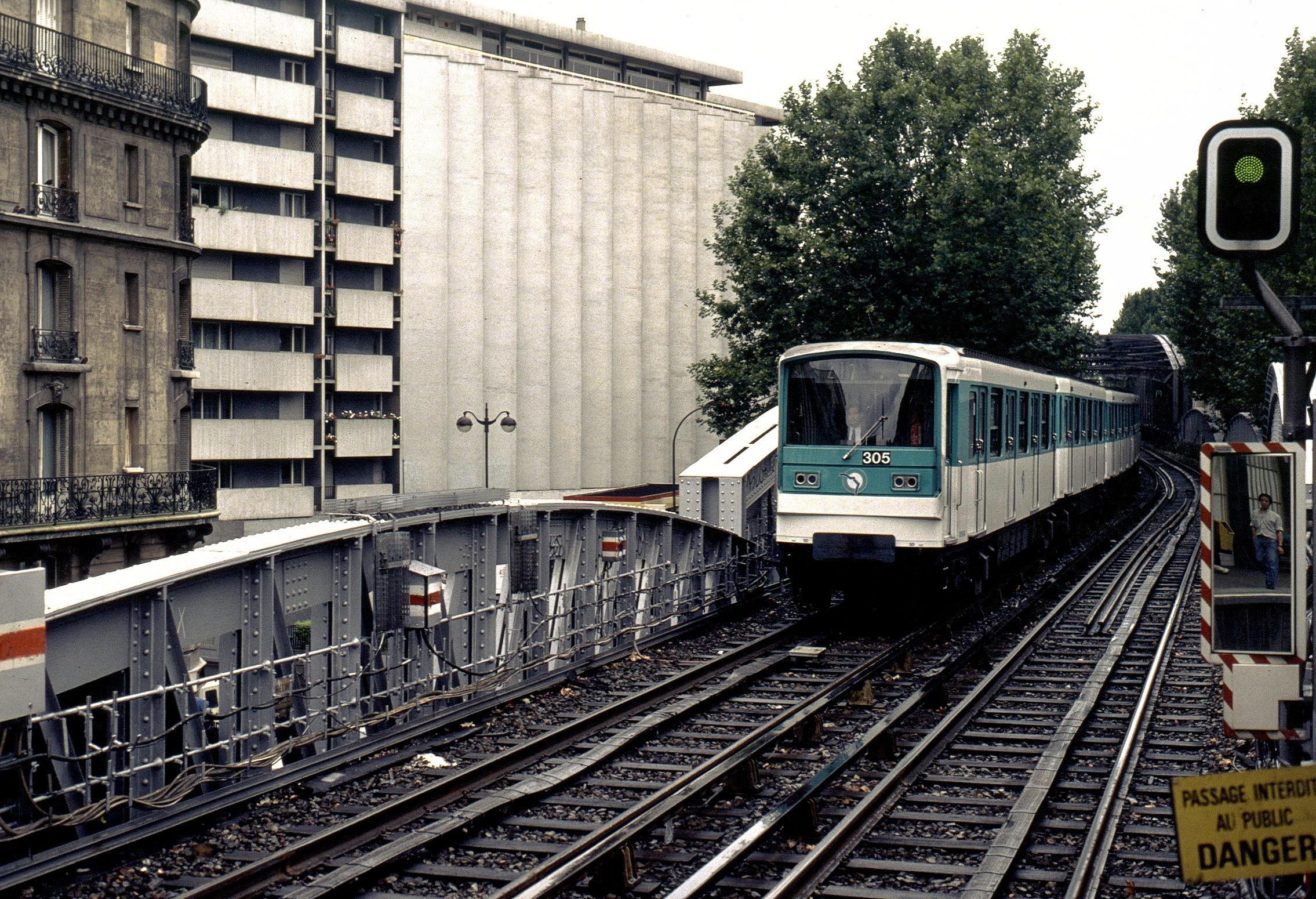
Einfahrt eines MF 67 in die Station Stalingrad
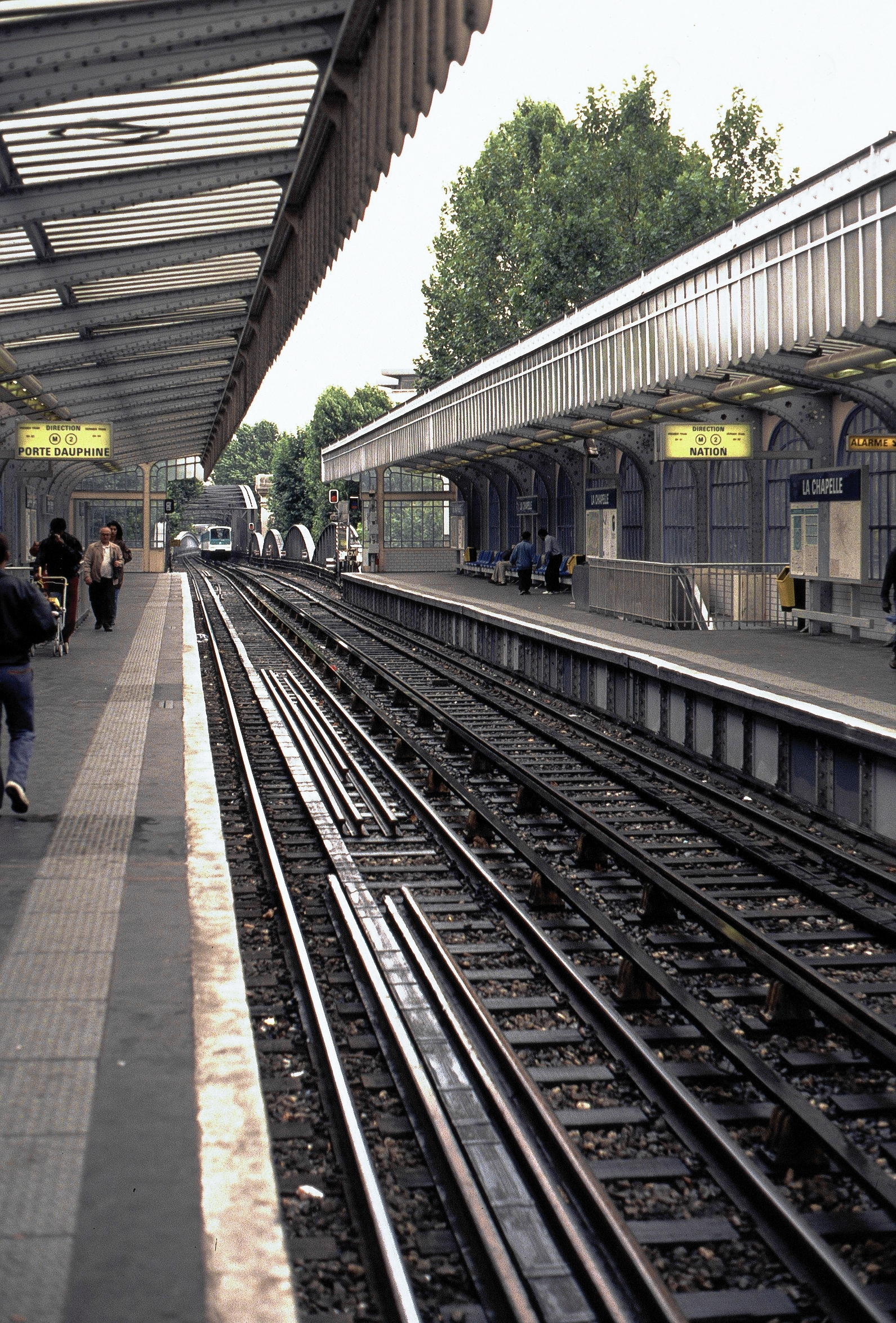
Hochbahnstation La Chapelle, 1994
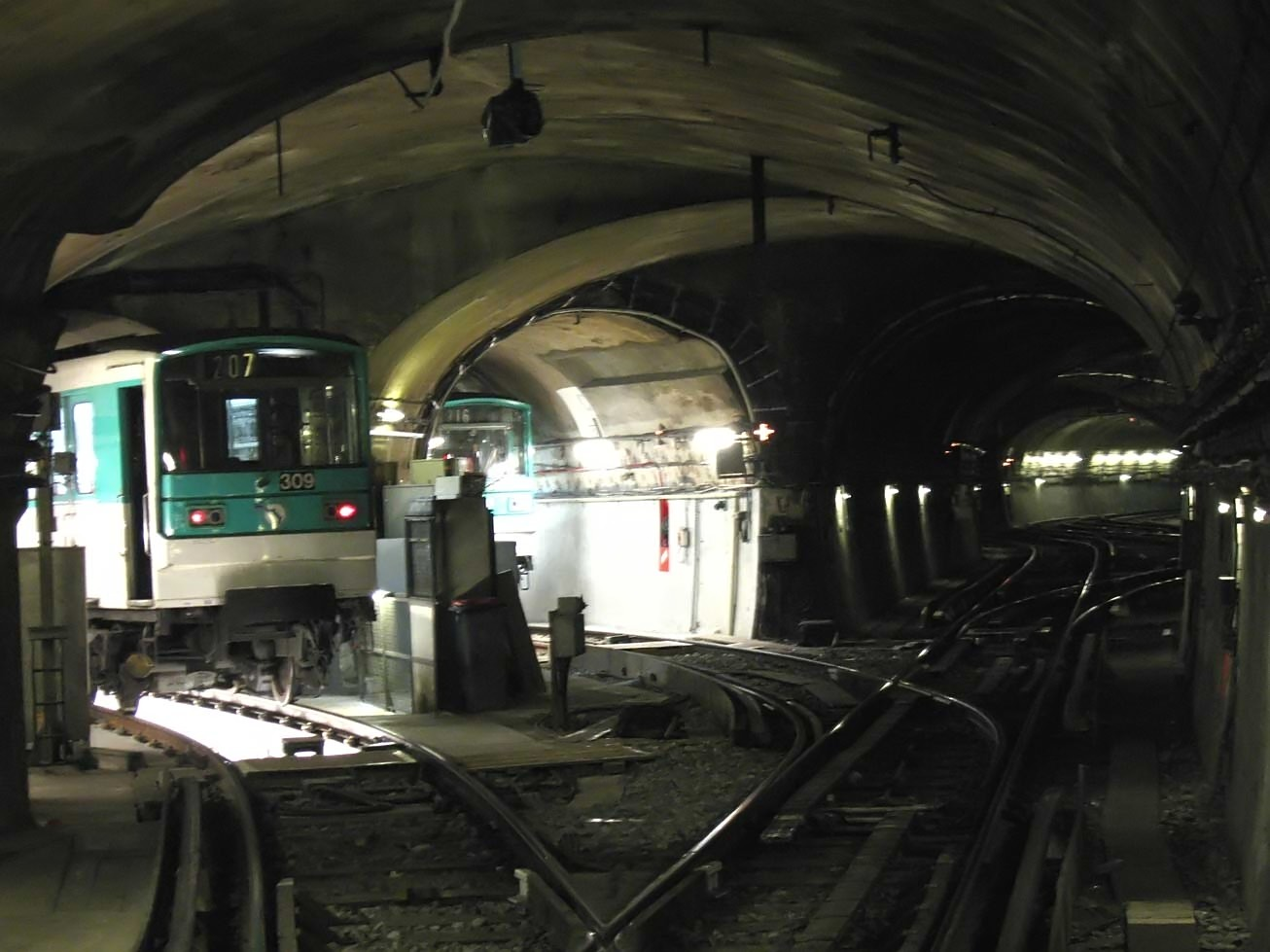
Abgestellte Züge auf den Gleisen D und C östlich der Station Nation, mittig das innere Streckengleis Richtung Porte Dauphine